# المتعارض
المتعارض بالإنجليزية:(Mutaared) قرية في ناحية شين التابعة لمنطقة تلكلخ في محافظة حمص. غرب مدينة حمص.

## الموقع
تقع على طريق مشتى الحلو الرئيسية، تحيط بها الجبال من كل الأتجاهات ويمر خلالها نهران موسميان، نهر شمال القرية يسمى نهر الخوري ونهر جنوب القرية يسمى نهر جان صيص، رئيسيان وثلاثة جداول فرعية.
تعتبر القرية ذات موقع إستراتيجي مهم وخصوصاً بارتفاعها لاكثر من 800 متر عن سطح البحر، وفيها جبل شعشع وحصن الطوبان (تل أثري) بأعلى قمة فيها، تحدها من الشمال قرية المحفورة ومن الشرق قرية جرنايا ومن الجنوب ناحية شين وقرية صفر ومن الغرب قرية المرانة.

## عدد السكان والمنشأة الحكومية
عدد السكان حوالي 5000 نسمة بما يشمل المغتربين، وفيها مدرسة أبتدائية ومدرسة إعدادية، ولا يوجد فيها مدرسة ثانوية أو مستوصف صحي.
طبيعة عمل السكان
يعمل معظم أهلها في الزراعة والوظائف الحكومية. 

### أهم المزروعات
- القمح
- العدس

- التفاح
- الكرمة
- الزيتون
- التين
- البندق

## المناخ
وهي تقع بداية مايسمى بسلسلة جبل الحلو، ضهر القصير، فمناخها معتدل صيفاً وبارد شتاءً مع تساقط الثلوج.